# Ambachtsschool Schoolplein (Utrecht)
Ambachtsschool Schoolplein 9 was van 1877 t/m 1977 gevestigd aan de Schoolstraat in de wijk Buiten Wittevrouwen in de Nederlandse stad Utrecht. 
De ambachtsschool werd ontworpen door architect Dirk Kruijf in samenwerking met Petrus Johannes Houtzagers.
Onder de naam 'De Ambachtsschool', Schoolplein 28b werd de school opgericht. De naam en het adres zijn ca. 1931 gewijzigd in Nijverheidsschool voor de Technische Vakken en Technische Cursussen, Schoolplein 9. Tot rond 1968 heeft het deze naam gehad, daarna veranderde dit in LTS (Lagere Technische School). In 1927 bestond de school vijftig jaar. Ter gelegenheid daarvan schonken oud-leerlingen een monument aan de school.
De school zelf is in de jaren tachtig afgebroken, maar de directeurswoning bestaat nog. Dat is nu het Joke Smitplein nummer 119, en de toegangshekken die vast zitten aan dit huis en aan het huis Schoolstraat 30 herinneren nog aan de voormalige Ambachtsschool.

## Trivia
Op het terrein waar de school heeft gestaan, is tegenwoordig het Joke Smitplein te vinden, met nieuwbouwwoningen (jaren tachtig).

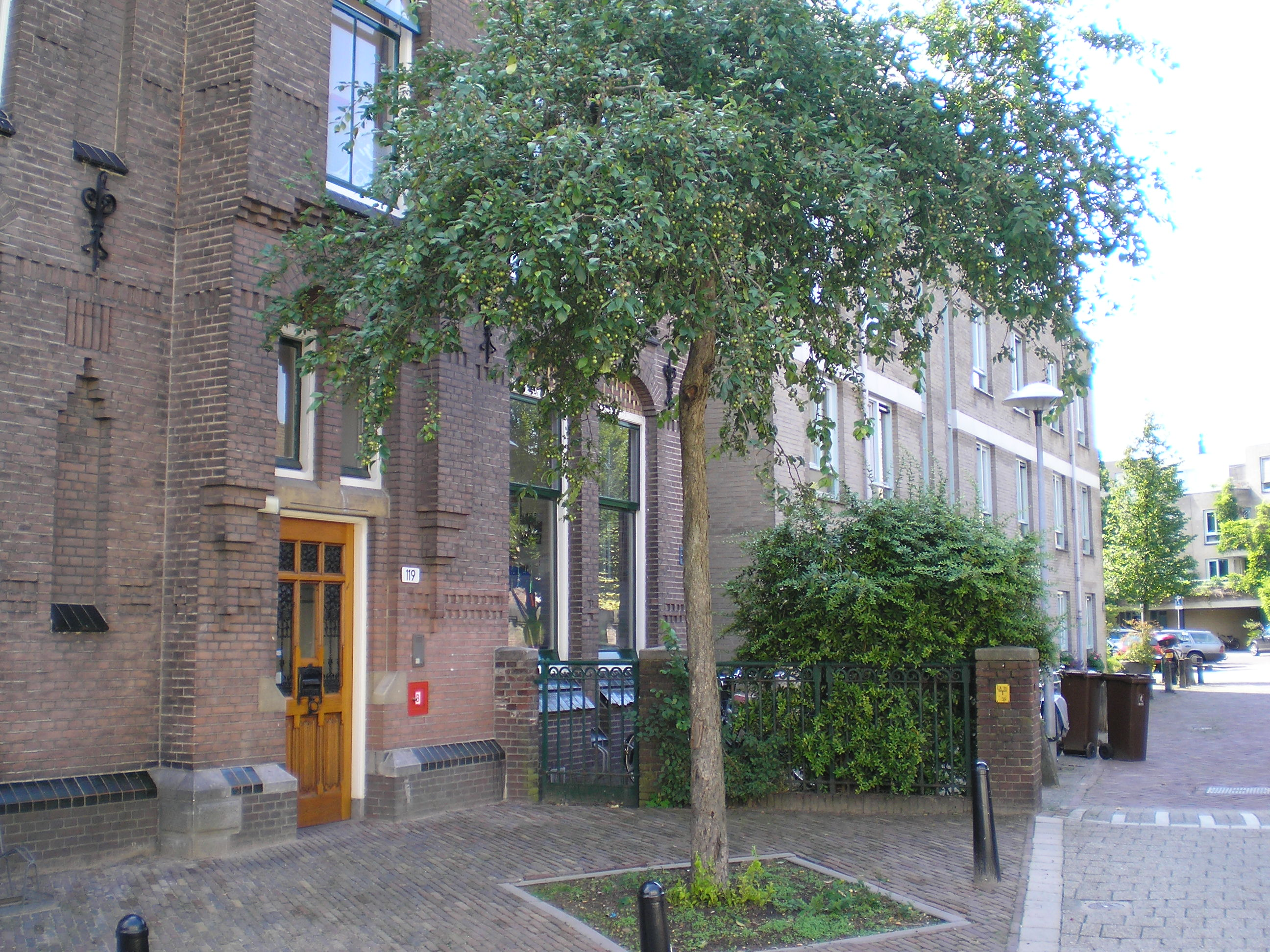
Huis nummer 119 (de voormalige directeurswoning) met zichtbaar het vroegere hekwerk er aan vast van de voormalige Ambachtschool plus het Joke Smitplein.
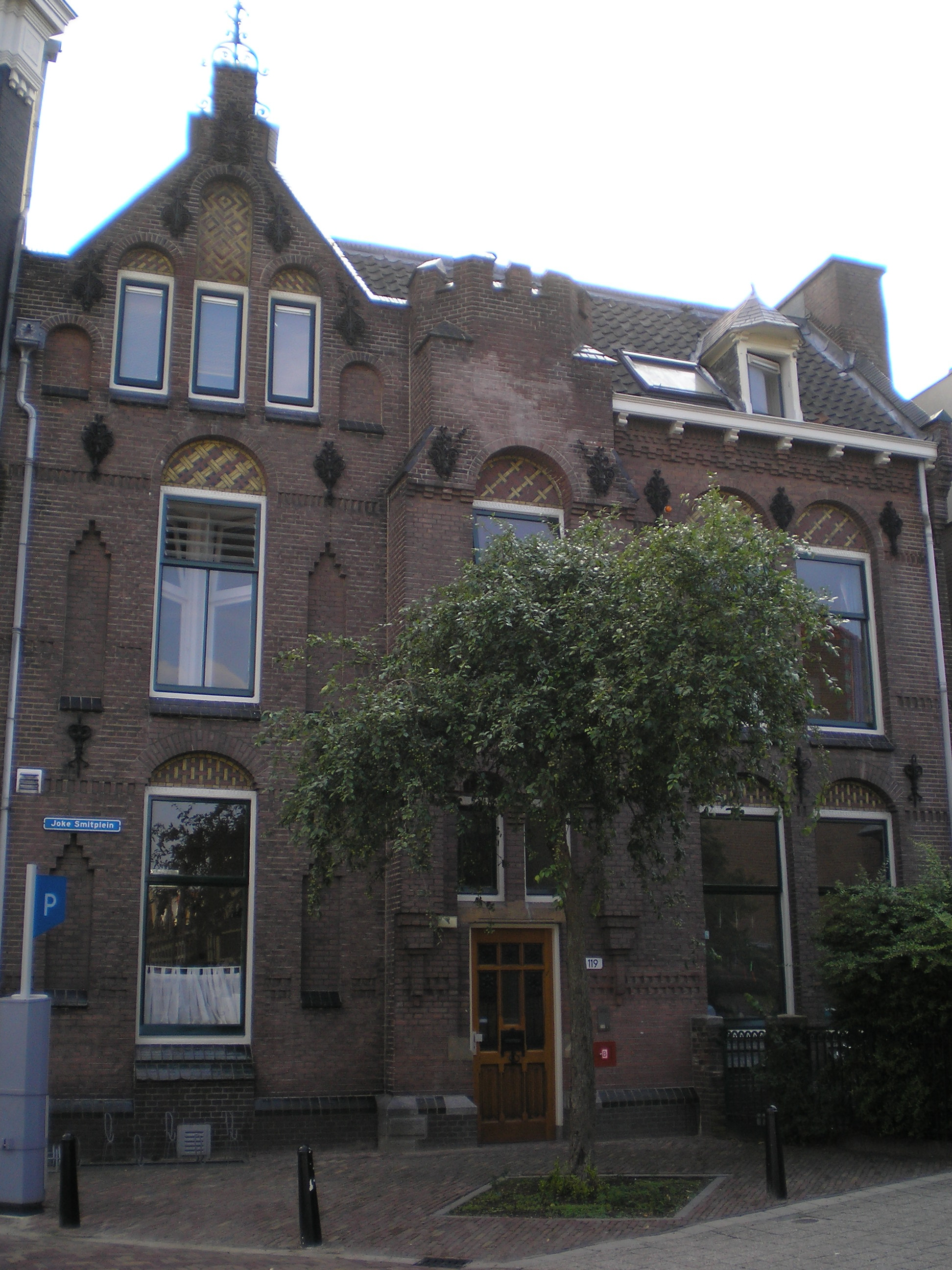
Huis nummer 119 (de voormalige directeurswoning) aan het Joke Smitplein.
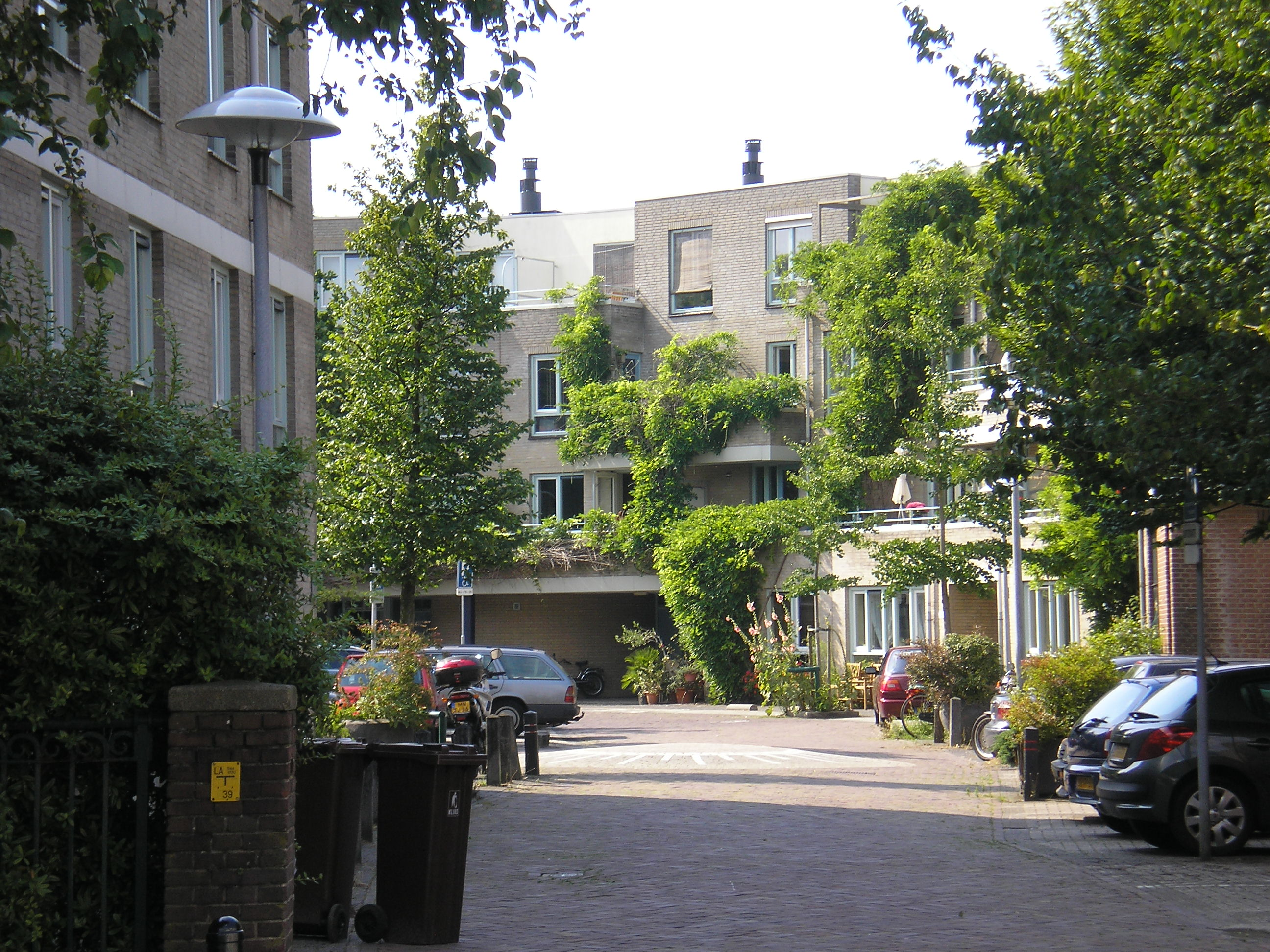
Joke Smitplein op het voormalige terrein waar de Ambachtschool ooit heeft gestaan.